# Short Mayo Composite
Lo Short Mayo Composite fu il nome con cui fu identificato un sistema di trasporto aereo combinato, costituito da due distinti velivoli separabili, gli idrovolanti S.20 Mercury e S.21 Maia, sviluppato dall'azienda aeronautica britannica Short Brothers nei tardi anni trenta.
Concepito al fine di fornire un servizio di trasporto aereo e postale a lungo raggio affidabile tra gli Stati Uniti d'America e i confini dell'Impero britannico e del Commonwealth, fu un innovativo progetto realizzato in un unico esemplare, rimasto in servizio con entrambe le componenti fino alla distruzione, avvenuta nel 1941 durante un bombardamento, dell'S.21 Maia, quando però iniziava a risultare obsoleto per l'introduzione dello Short S.26.

## Storia del progetto
Durante gli anni trenta la Short Brothers aveva avviato alla produzione lo Short S.23 Empire, progettato per soddisfare una richiesta dell'Air Ministry britannico per la costruzione di un idrovolante da trasporto passeggeri e postale che collegasse la Gran Bretagna con le colonie, principalmente con l'Australia. Benché impiegati con successo, la loro ridotta autonomia non avrebbe consentito di effettuare servizio su una rotta transatlantica se non sostituendo lo spazio riservato ai passeggeri e alla posta con serbatoi supplementari di combustibile.
Dato che si era a conoscenza che un velivolo avrebbe potuto rimanere in volo con un carico maggiore di quanto non fosse stato possibile al decollo, il maggiore Robert H. Mayo, responsabile tecnico della compagnia aerea Imperial Airways, propose una soluzione per sfruttare tale possibilità sfruttando la capacità di abbinare un grande velivolo "madre" che fungesse da piattaforma di trasporto ad un idrovolante a lungo raggio di dimensioni più contenute piazzato alla sua sommità. Utilizzando la potenza combinata di entrambi sarebbe stato possibile portare il velivolo più piccolo alla quota operativa prevista, e una volta raggiunta separare i due aeromobili, con il primo di ritorno alla base mentre l'altro avrebbe raggiunto la destinazione.
A tale scopo l'Air Ministry emise una specifica, identificata come 13/33, per dare il via allo sviluppo del progetto.

## Utilizzatori

### Civili
Regno Unito
- Imperial Airways

### Militari
Regno Unito
- Royal Air Force
  - No. 320 Squadron RAF

### Riviste
- Composite Aircraft Flight 1935
- The Great Experiment Flight 1937
- (EN) Short Mayo - The Composite Aircraft Described in Detail (PDF), in Flight, Vol. XXXIII, n. 1521, Reed Business Information Ltd., 17 febbraio 1938,  pp. Supplement at p. 159.